# 11-клітка Балабана
У математичної області теорії графів 11-клітка Балабана або (3-11) клітки Балабана — це 3-регулярний граф зі 112-ма вершинами й 168-ма ребрами, названі ім'ям румунського хіміка Александру Балабана.
11-клітка Балабана є єдиною (3-11)-кліткою. Граф відкрив Александру Балабан в 1973 р. Унікальність довели Брендан Маккей і Венді Мирвольд у 2003 році.
11-клітка Балабана є гамільтоновим графом і може бути побудована шляхом видалення з 12-клітки Татта малого піддерева та отриманих вершин другого ступеня.
Граф має число незалежності — 52, хроматичне число — 3, хроматичний індекс — 3, радіус — 6, діаметр — 8 і обхват — 11. Він також є 3- k-вершинно-зв'язним графом і 3- k-реберно-зв'язним графом.

## Алгебраїчні властивості
Характеристичний поліном 11-клітки Балабана дорівнює:
{\displaystyle (x-3)x^{12}(x^{2}-6)^{5}(x^{2}-2)^{12}(x^{3}-x^{2}-4x+2)^{2}\cdot } {\displaystyle \cdot (x^{3}+x^{2}-6x-2)(x^{4}-x^{3}-6x^{2}+4x+4)^{4}(x^{5}+x^{4}-8x^{3}-6x^{2}+12x+4)^{8}}.
Група автоморфізму 11-клітки Балабана має порядок 64.

## Галерея

Хроматичне число 11-клітки Балабана дорівнює 3.
Хроматичний індекс 11-клітки Балабана дорівнює 3.
Альтернативний малюнок 11-клітки Балабана[6].